# Monachesimo colombaniano

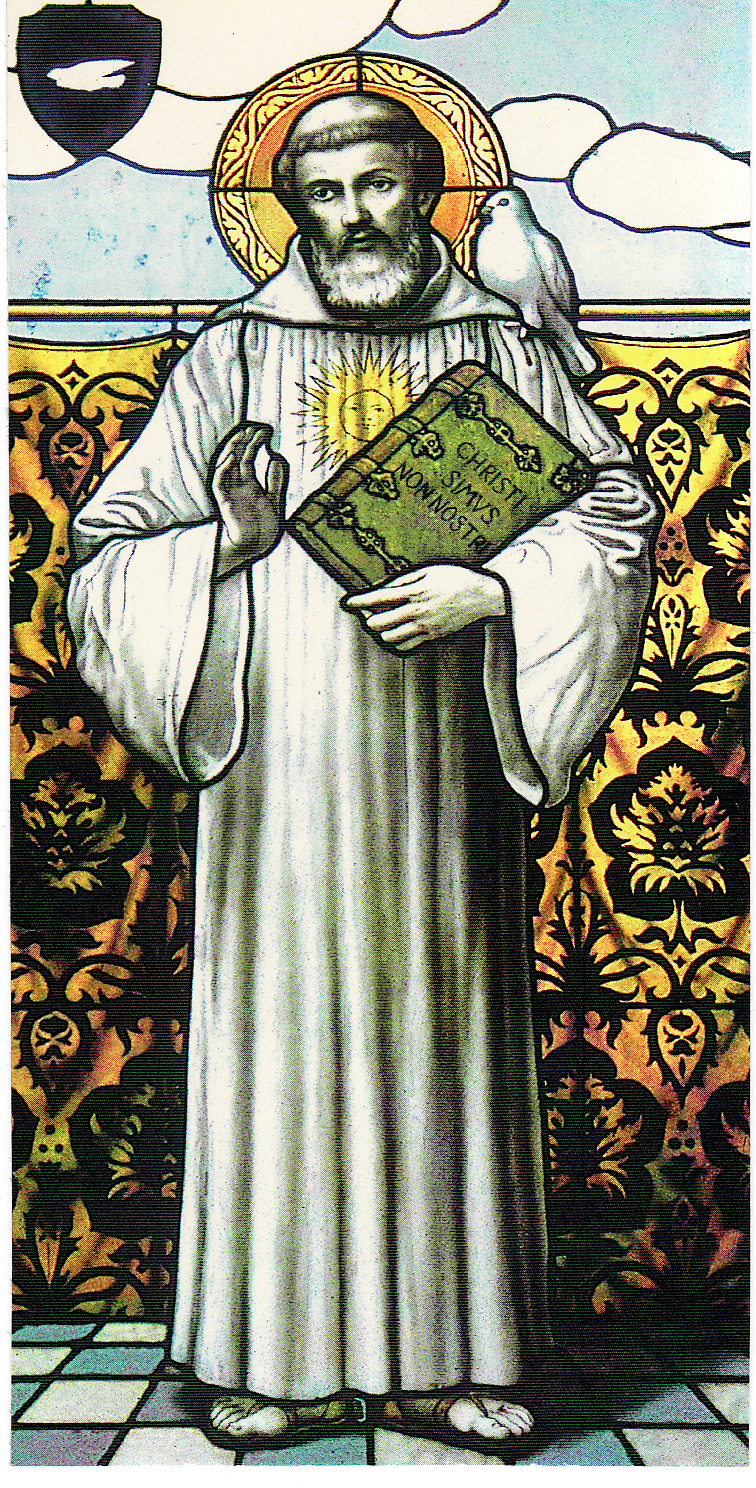
Immagine del santo irlandese della vetrata della cripta dell'abbazia di Bobbio dove riposano le sue spoglie

Il monaco irlandese Colombano avviò un movimento monastico che coinvolse tutto il regno franco. Questo movimento, animato dai compagni irlandesi di Colombano, attirò numerosi nobili franchi e burgundi ed esercitò una notevole influenza sulla vita religiosa del tempo.
San Colombano fu monaco a Bangor, fondatore dei monasteri di Luxeuil e Bobbio, ed è ritenuto il più significativo rappresentante dell'Europa continentale del monachesimo iro-scozzese. Certe sue osservanze furono adottate, mescolate a quella gallica antica e benedettina, da vari monasteri.
Quella che solo nel 1895 Seebass battezzò Regula monachorum di Colombano è composta da passi tratti da Basilio e Cassiano ed è in massima parte da attribuire a Finian di Clonard ed era già in uso a Bangor.
In Italia a Bobbio il santo irlandese fondò nel 614 l'abbazia di San Colombano.
Molti monasteri fondati in epoca merovingia accolsero alcune costumanze e usi colombaniani misti ad altri di altre tradizioni monastiche e poi adottarono la regola di san Benedetto dopo la riforma monastica da parte di Benedetto d'Aniane.
Dopo il 1448 il monastero di Bobbio si unì alla Congregazione benedettina di Santa Giustina di Padova.

## Storia

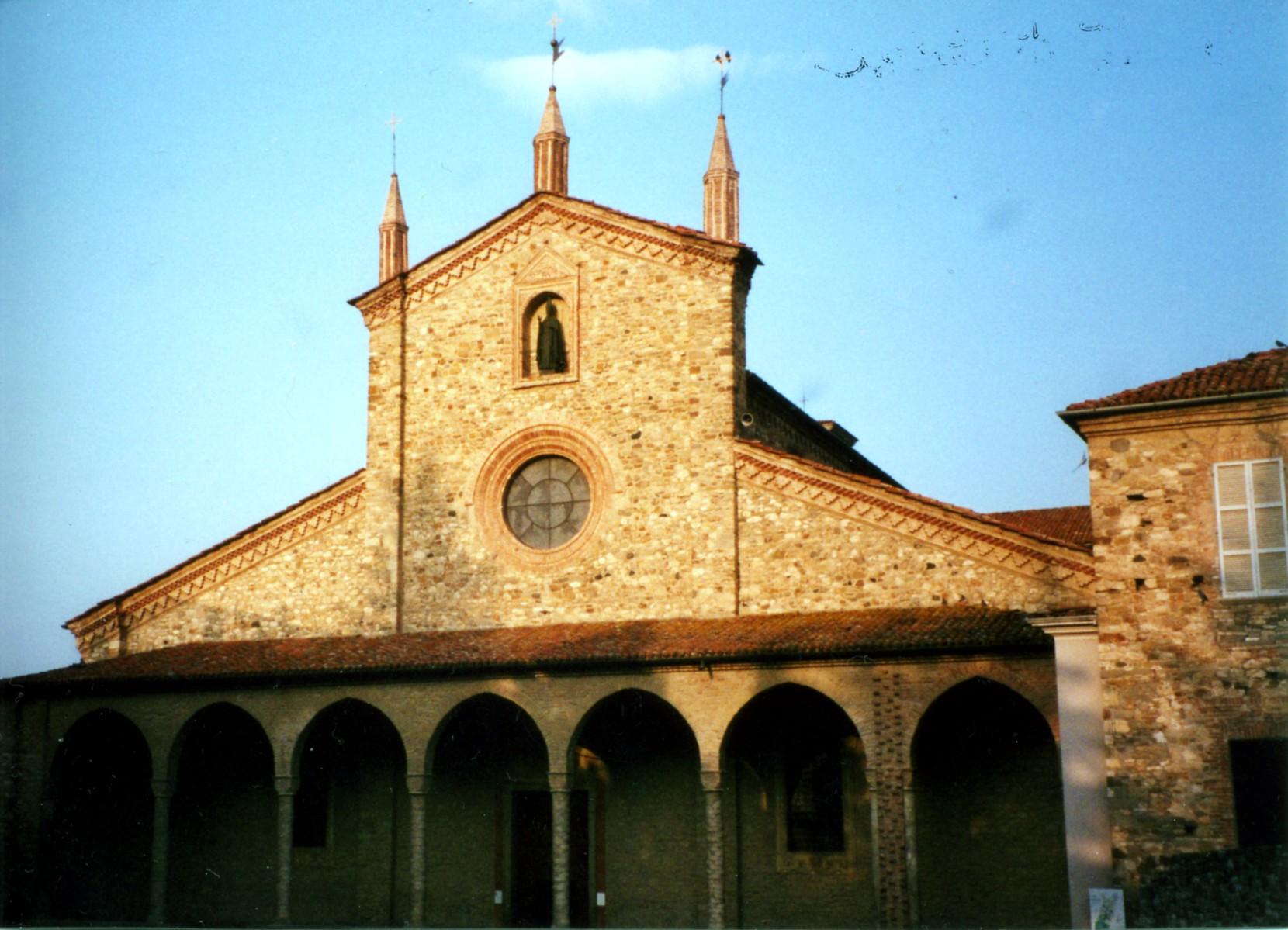
L'abbazia di San Colombano a Bobbio

Dal 590 Colombano, partito da Bangor con dodici compagni monaci, fu attivo nei territori merovingi fondando un monastero in cui introdusse alcuni usi del monachesimo iro-scozzese.
Fondò il monastero di San Pietro a Luxeuil, a circa 8 miglia a sud-est, nell'odierna Luxeuil-les-Bains, dove si stabilì.
Dopo essere entrato in contrasto con l'episcopato locale e con la nobiltà locale, fra i quali la regina Brunechilde fu arrestato, ma, fortunatamente scampato al rimpatrio, dovette ripartire e riprese a viaggiare.
Colombano arrivò fino a Bobbio dove nel 614 fondò l'abbazia di San Colombano e dove morì il 23 novembre del 615.
Tutti i monasteri di regola mista dovettero all'inizio del IX secolo riformarsi alla regola generale monastica benedettina dopo la riforma di Benedetto d'Aniane voluta dall'imperatore Ludovico il Pio.
Il 30 settembre 1448 il monastero di Bobbio perse l'autonomia e aderì alla Congregazione benedettina di Santa Giustina di Padova (cassinese).
Nel corso del VII secolo monaci formatisi a Luxeuil continuarono a fondare monasteri. Uno dei suoi compagni, san Deicolo (o san Deisle), fondò nel 610 a Lure, ancora nella Franca Contea, l'abbazia di Lure. Un monaco di Luxeuil, sant'Amé fondò, insieme a san Romarico un duplice monastero, maschile e femminile a Remiremont nel 620. Nel 654, Filiberto di Jumièges fondò secondo la regola di san Colombano l'abbazia di Jumièges in Normandia, e nel 675 un'altra a Noirmoutier su un'isola presso la costa della Vandea.
Altri monaci tuttavia partirono dall'Irlanda e fondarono monasteri iro-scozzesi nell'Europa continentale: san Disibodo, arrivato sul continente nel 640, fondò il monastero di Disibodenberg. E intorno alla metà del VII secolo san Foillano fondò il monastero di Fosses-la-Ville, presso Namur, nel Belgio. Ancora nell'VIII secolo san Pirmino nel 724 fondò l'abbazia di Reichenau sull'omonima isola del lago di Costanza.
In Germania le fondazioni monastiche di origine irlandese, divenuti in seguito benedettine, agli inizi del XIII secolo si riunirono in una vasta congregazione, approvata nel 1215 da papa Innocenzo III, il cui abate generale era quello a capo del monastero di San Giacomo (detto anche "monastero scoto") di Ratisbona, fondato da monaci irlandesi colombaniani nel 1090 circa. Il più antico di essi era stato comunque il monastero di Säckingen, su un'isola sul Reno presso Basilea in Svizzera, fondato da san Fridolino in data incerta, ma attestato dall'878.
Tra i monaci irlandesi insediati nell'Europa centrale furono importanti teologi prima Giovanni Scoto Eriugena (815-877) e poi Mariano Scoto (1028–1082 o 1083).
Nell'XI e XII secolo si ebbe uno sviluppo delle fondazioni monastiche irlandesi, riservate ai monaci scoti. Mariano, Giovanni e Candido fondarono intorno al 1072 un monastero a Ratisbona, già ricostruito a partire dal 1090. Diversi di questi monasteri vennero fondati tra il XII e il XIII secolo direttamente da monaci provenienti da Ratisbona.
Nel XIV e XV secolo molti antichi monasteri irlandesi erano in declino, sia per carenza di disciplina religiosa o per difficoltà economiche, sia per mancanza di monaci scoti: per questo motivo a volte i complessi claustrali vennero ripopolati con religiosi di altra origine, mentre altri furono soppressi. In conseguenza della Riforma protestante in Scozia, molti benedettini scozzesi si rifugiarono presso i monasteri irlandesi in Germania. Questi però non riuscirono a sopravvivere a lungo e nel 1862 papa Pio IX soppresse l'ultimo monastero irlandese in Germania.
Molto conosciuto è il ruolo che i monasteri di Bobbio e Luxeuil svolsero in campo culturale: vi iniziò il processo di produzione di manoscritti negli scriptoria, che sarebbe diventato in qualche modo precipuo durante il corso del medioevo. Alla produzione di codici, denominati poi codici bobiensi o di Bobbio, di argomento religioso affiancarono il paziente lavoro di copiatura di testi antichi, anche scientifici, letterari, storici, medici ed artistici, fino a raggiungere tutto lo scibile umano. 
l'11 giugno 2008 il papa ha omaggiato san Colombano citandolo come protettore dell'Europa nell'udienza generale del mercoledì in piazza San Pietro. L'Osservatore Romano è uscito con in prima pagina il discorso.

## Regola colombaniana
La legislazione monastica di san Colombano è costituita da due testi principali che i primi curatori della loro edizione (Walker e Seebass) hanno intitolato regula monachorum e regula coenobialis: il primo è soprattutto un direttorio spirituale che tratta delle virtù e dei doveri del monaco (nella linea di san Basilio, di Giovanni Cassiano, di san Girolamo e dei primi capitoli della regola di san Benedetto), mentre il secondo è un penitenziale della tradizione irlandese, che elenca senza un ordine apparente colpe gravi o leggere con la rispettiva sanzione (un adattamento alla vita monastica del genere delle "tariffe penitenziali", il cui scopo era di riparare i peccati individuali).
Nessuno dei due testi, però, costituisce una regola cenobitica e comunitaria e all'organizzazione e all'osservanza dei monasteri c'è solo qualche vaga allusione. Per sopperire a questa deficienza, il monachesimo iro-franco rimedierà attingendo ad altre fonti (la Regula cuiusdam Patris, la Regula Donati), o adottando la regola benedettina, già nota a Colombano.
La regola spirituale, che Seebass ha battezzato regula monachorum, comprende due parti: la prima è composta di passi scelti di Cassiano e Basilio che si trovano anche nella Regula cujusdam Patris ad monachos, attribuita a Finian di Clonard e probabilmente già in uso a Bangor; la seconda (tre articoli) sono certamente di Colombano.
La regola disciplinare, che enumera le colpe da evitare e la relativa punizione, è stata maldestramente chiamata da Seebass Regula coenobialis per distinguerla dalla precedente. Il testo si componeva di due regolamenti di spirito diverso: il primo sembra riguardare i monaci propriamente detti, mentre il secondo riguarda i penitenti. I capitolo IX e XV sembrano frutto d'interpolazione. I manoscritti della regola provenienti della Germania ovest e della Francia, infatti, sono significativamente interpolati e si rifanno alle aggiunte di Eustasio e Valdeberto a Luxeuil.

## Architettura e organizzazione monastica

### Caratteristiche del monachesimo irlandese
Inizialmente i monasteri colombaniani dovettero essere costituiti semplicemente da capanne in legno, costruite dagli stessi monaci, raccolte intorno ad una chiesa, circondati da una palizzata. Solo in seguito furono costruiti in muratura. I monaci provvedevano essi stessi al proprio sostentamento e conducevano una vita dura, fatta di lavoro manuale, studio, preghiera e pratiche di mortificazione. Ogni monastero aveva la sua regola e i monaci erano tenuti all'obbedienza nei confronti dell'abate.
I monasteri vennero fondati a partire da una donazione di terre ad un religioso proveniente da una nobile famiglia locale, il quale ne diveniva abate. Il monastero diveniva quindi il centro spirituale della comunità e del clan. Gli abati che gli succedevano erano generalmente membri della medesima famiglia del fondatore, mantenendo dunque le terre monastiche nell'ambito della sua giurisdizione, secondo la tradizione irlandese, che prevedeva il trasferimento del possesso fondiario solo all'interno della medesima famiglia.
Un'altra usanza tipica e che discendeva da san Patrizio e dagli abati irlandesi era quella che un anziano illustre maestro monaco lascasse il suo monastero con 12 giovani monaci intraprendenti e fondasse un nuovo monastero; San Colombano seguì questa usanza fondando centinaia di monasteri e chiese in tutta Europa fino in Italia.
Furono anche centri culturali e di insegnamento anche per i laici. Furono centri di diffusione per la lingua latina e tramandarono le locali tradizioni celtiche, elaborando la scrittura per la lingua irlandese e introducendo melodie e strumenti celtici nel canto gregoriano, secondo la tradizione dei bardi . Uno dei principali lavori dei monaci consisteva nella copiatura dei manoscritti e vi si sviluppò lo stile insulare nella decorazione miniata.
Nella società irlandese, priva di una vera organizzazione urbana, anche la figura del vescovo, legato alla città ebbe un'importanza minore. Secondo la tradizione cristiana egli svolgeva infatti un importante ruolo religioso, ma in Irlanda era spesso residente nel monastero e subordinato o pari grado all'abate. La diocesi monastica corrispondeva al territorio del clan.
La vita monastica si svolgeva in comunità, sebbene l'eremitaggio fosse considerato la forma più alta di monachesimo. Nelle vite dei santi irlandesi e colombaniani, come in quella di San Colombano, si fa spesso menzione di monaci e persino di abati che si recavano a qualche distanza dal monastero a cui appartenevano per vivervi in isolamento.
Le regole monastiche si basavano sulla preghiera, la povertà e l'obbedienza. I monaci apprendevano la lingua latina, che era la lingua ufficiale della Chiesa e leggevano testi di autori sia pagani che cristiani, facendo dei monasteri degli importanti centri culturali. Entro la fine del VII secolo le scuole monastiche irlandesi accolsero studenti provenienti dall'Inghilterra e dal resto dell'Europa.
San Colombano nella Regola menziona gli ambienti ed i ruoli chiave dell'organizzazione monastica con grande esattezza: l'oratorio, il dormitorio, il refettorio, la cucina, i magazzini, l'infermeria, il noviziato, gli ambienti per gli ospiti e indirettamente, il capitolo, l'abate, il priore, l'infermiere ecc.
Alla fine l'aspetto generale del cenobio risultò essere quello di una sorta di città con case divise da strade ed edifici, soprattutto nei grandi monasteri, divisi in gruppi. L'edificio della chiesa forma il nucleo e rappresenta il centro religioso della comunità. Perseguendo l'indipendenza dal mondo esterno, inoltre, i monaci si dotarono di mulini, forni, stalle, cantine e dei laboratori artigiani necessari per eseguire riparazioni e quant'altro fosse richiesto per soddisfare le esigenze della loro comunità.
Uno spaccato storico dell'organizzazione del monastero di San Colombano di Bobbio ci viene dagli statuti fatti dall'abate Wala per il buon reggimento del monastero compilati nell'833.

### Organizzazione monastica
Per assicurare il buon funzionamento del monastero, soprattutto nei monasteri più grandi, l'abate si avvaleva di una serie di collaboratori che a lui rendevano conto per lo svolgimento di molte mansioni.

## L'organizzazione dell'Ordine
I monaci colombaniani erano organizzati in abbazie e monasteri canonicamente autonomi retti da un abate.

## Lo studio ed il lavoro
Grazie ai monaci Colombaniani assieme ai Benedettini, la cura del lavoro manuale ed intellettuale creò nel Medioevo una sinergia unica ed irripetibile: studiando i testi antichi recuperarono nozioni ormai dimenticate in campo scientifico ed agricolo che misero a frutto nei loro monasteri e, per imitazione, si diffusero anche fuori.
Ad esempio, la rinascita medioevale dell'interesse per la letteratura medica e la coltivazione di erbe medicinali per uso terapeutico. Agli insegnamenti del passato loro aggiunsero la pratica della medicina come dovere etico del cristiano. D'altra parte nella Regola si impose che almeno due monaci in ogni convento dovevano essere addetti alla cura degli infermi negli stessi locali del convento in una zona non frequentata dai frati. Tra i compiti assegnati ai monaci-medici c'era anche il reperimento e lo studio delle opere mediche a disposizione nel convento per poter conseguire l'abilità necessaria per la loro attività.
Per quanto riguarda l'agricoltura, introdussero la rotazione triennale (il primo riferimento storico è stato rintracciato in un documento del 763 conservato nel Abbazia di San Gallo in Svizzera) che consentì di migliorare la resa dei campi, trasformando i monasteri in avviate aziende agricole.
Il progresso tecnico e scientifico era ulteriormente avvantaggiato dalla circolazione delle conoscenze da un monastero all'altro attuato attraverso lo scambio dei testi ricopiati dagli amanuensi.
Per tutte queste ragioni i monasteri colombaniani come per i benedettini vennero a svolgere un ruolo centrale nella società medioevale accogliendo personalità di primo piano. Così il numero crebbe insieme a quello dei monaci tanto che in quell'epoca non erano rari i monasteri che ospitavano oltre 900 individui ai quali occorre ancora aggiungere i numerosi dipendenti laici e le loro famiglie che vivevano nei paraggi. Considerando, inoltre, che i monasteri Benedettini erano sempre edificati in aree isolate e disabitate, essi spesso mettevano a frutto terreni abbandonati o boschivi da altri ignorati contribuendo ulteriormente alla crescita economica.